# Liste der Baudenkmäler in Haibach (Unterfranken)
Auf dieser Seite sind die Baudenkmäler in der unterfränkischen Gemeinde Haibach zusammengestellt. Diese Tabelle ist eine Teilliste der Liste der Baudenkmäler in Bayern. Grundlage ist die Bayerische Denkmalliste, die auf Basis des Bayerischen Denkmalschutzgesetzes vom 1. Oktober 1973 erstmals erstellt wurde und seither durch das Bayerische Landesamt für Denkmalpflege geführt wird. Die folgenden Angaben ersetzen nicht die rechtsverbindliche Auskunft der Denkmalschutzbehörde.
 Diese Liste gibt den Fortschreibungsstand vom 6. Oktober 2021 wieder und enthält 16 Baudenkmäler.

## Baudenkmäler nach Gemeindeteilen

### Dörrmorsbach
| Lage                                           | Objekt                                  | Beschreibung                                                                                       | Akten-Nr.              | Bild                                    |
| ---------------------------------------------- | --------------------------------------- | -------------------------------------------------------------------------------------------------- | ---------------------- | --------------------------------------- |
| Nähe Hohe-Warte-Weg; am Ortseingang (Standort) | Bildhäuschen                            | Gemauerter Vierkantblock mit zwei Rundbogennischen und Satteldachabschluss                         | D-6-71-124-10 Wikidata | BW                                      |
| Blumenstraße 11 (Standort)                     | Bildstock                               | Bildstock, Schaft mit Bildhäuschen und vergitterter Figurennische,Inschrift "GHA 1864"; am Wingert | D-6-71-124-9 Wikidata  | BW                                      |
| Dörrmorsbacher Straße 20 (Standort)            | Katholische Filialkirche St. Laurentius | Unverputzter Hausteinbau mit seitlichem Chorturm, Saalbau, 1923; mit Ausstattung                   | D-6-71-124-7 Wikidata  | Katholische Filialkirche St. Laurentius |

### Grünmorsbach
| Lage                                             | Objekt                                                          | Beschreibung                                                                                               | Akten-Nr.              | Bild                 |
| ------------------------------------------------ | --------------------------------------------------------------- | --- | ---------------------- | -------------------- |
| Dorfstraße (Standort)                            | Bildstock                                                       | Fundament mit Sockel, Schaft mit Nischenaufsatz, Buntsandstein, 19. Jahrhundert                            | D-6-71-124-11 Wikidata | BW                   |
| Friedhofstraße 4a (Standort)                     | Friedhofskreuz                                                  | Gusseisenkruzifix mit Sandsteinsockel, um 1900                                                             | D-6-71-124-19 Wikidata | Friedhofskreuz       |
| Hauptstraße 72 (Standort)                        | Bildstock                                                       | Gefaster Vierkantsockel mit Aufsatz, flache Nische mit Kruzifix, Inschrift, bezeichnet „1620“              | D-6-71-124-12 Wikidata | Bildstock            |
| Schulstraße 2 (Standort)                         | Schulhaus                                                       | Dreigeschossiger Halbwalmdachbau aus unverputzten Sandsteinquadern, Jugendstil, um 1905                    | D-6-71-124-13 Wikidata | weitere Bilder       |
| Würzburger Straße 247b (Standort)                | Katholische Filialkirche St. Johannes Baptist und St. Margareta | Neuromanisch, 1898–99 von Joseph Schmitz                                                                   | D-6-71-124-14 Wikidata | weitere Bilder       |
| Würzburger Straße 247b; an der Kirche (Standort) | Kriegerdenkmal                                                  | | D-6-71-124-14 Wikidata | weitere Bilder       |
| Würzburger Straße 247b; an der Kirche (Standort) | Ölberg                                                          | | D-6-71-124-14 Wikidata | Ölberg               |
| Würzburger Straße 249 (Standort)                 | Ehemaliges Schulhaus                                            | Zweigeschossiger Halbwalmdachbau, Rotsandstein, zweite Hälfte 18. Jahrhundert, 1863 zu Schulhaus verändert | D-6-71-124-2 Wikidata  | Ehemaliges Schulhaus |

### Haibach
| Lage                                                     | Objekt                                          | Beschreibung | Akten-Nr.                        | Bild                                            |
| -------------------------------------------------------- | ----------------------------------------------- | --- | -------------------------------- | ----------------------------------------------- |
| Engelswiese; am Wendelberg (Standort)                    | Brunnenstube                                    | Zwischenschaltung der ehemaligen Wasserleitung für das Schloss Johannisburg, mit Wappenstein, bezeichnet „1525“            | D-6-71-124-15 Wikidata           | Brunnenstube                                    |
| Nähe Bessenbacher Weg (Standort)                         | Drei Gedenkkreuze                               | Gefaste Kreuzesarme, Sandstein                                                                                             | D-6-71-124-6 Wikidata            | Drei Gedenkkreuze                               |
| Sportfeldstraße 7 (Standort)                             | Kriegerdenkmal für Ersten und Zweiten Weltkrieg | Hügelanlage mit „Hohem Kreuz“, Rotsandstein, 1844                                                                          | D-6-71-124-16 Wikidata           | Kriegerdenkmal für Ersten und Zweiten Weltkrieg |
| Sportfeldstraße 7 (Standort)                             | Skulptur                                        | Trauernde Frauen, Kalkstein, 1962                                                                                          | D-6-71-124-16 Wikidata           | Skulptur                                        |
| Würzburger Straße 103 (vormals Hauptstraße 6) (Standort) | Standbild St. Johannes von Nepomuk              | Auf hochrechteckigem Sockel mit konkav geschwungenen Seiten, Inschrift auf Vorderseite, bezeichnet „1733“                  | D-6-71-124-4 Wikidata            | Standbild St. Johannes von Nepomuk              |
| Schollstraße 15; Schollstraße 17 (Standort)              | Bauernhof, Wohnhaus                             | Eingeschossiges Fachwerkhaus mit Krüppelwalm, Freitreppe, um 1800                                                          | D-6-71-124-17 Wikidata           | weitere Bilder                                  |
| Schollstraße 15; Schollstraße 17 (Standort)              | Bauernhof, zugehörig Scheune                    | Zweite Hälfte 19. Jahrhundert                                                                                              | D-6-71-124-17 zugehörig Wikidata | BW                                              |
| Schollstraße 15; Schollstraße 17 (Standort)              | Bauernhof, zugehörig Backofen                   | Zweite Hälfte 19. Jahrhundert                                                                                              | D-6-71-124-17 zugehörig Wikidata | Bauernhof, zugehörig Backofen                   |
| Schollstraße 28 (Standort)                               | Ehemalige Kirche, jetzt Werkstatt               | Unverputzter Sandsteinquaderbau im Rundbogenstil, 1844–48                                                                  | D-6-71-124-3 Wikidata            | weitere Bilder                                  |
| Würzburger Straße 184-186 (Standort)                     | Wohnhaus                                        | Zweigeschossiges Doppelhaus mit Satteldach, Sandsteinquader mehrfarbig, polygonaler Erker, Ziergiebel, historistisch, 1901 | D-6-71-124-18 Wikidata           | Wohnhaus                                        |

## Ehemalige Baudenkmäler
| Lage                                                      | Objekt     | Beschreibung | Akten-Nr.                                                   | Bild      |
| --------------------------------------------------------- | ---------- | --- | ----------------------------------------------------------- | --------- |
| Dörrmorsbach Im Haberfeld, an der Blumenstraße (Standort) | Bildstock  | Bildstock, Vierkantschaft mit neugotischem Giebelaufsatz und drei Nischen, Sandstein, 19. Jh.; an der Ortsverbindungsstraße | D-6-71-124-8 (nun in Aschaffenburger Denkmalliste) Wikidata | Bildstock |
| Dörrmorsbacher Straße 14 (Standort)                       | Bauernhaus | Zweigeschossiger Fachwerkbau mit Satteldach, Mitte 18. Jahrhundert                                                          | D-6-71-124-1 Wikidata                                       | BW        |
| Dörrmorsbacher Straße 14 (Standort)                       | Scheune    | Bezeichnet „1803“ | D-6-71-124-1 zugehörig Wikidata                             | BW        |